# Sphaeroma bigranulatum
Sphaeroma bigranulatum är en kräftdjursart som beskrevs av Gustav Budde-Lund 1908. Sphaeroma bigranulatum ingår i släktet Sphaeroma och familjen klotkräftor. Inga underarter finns listade i Catalogue of Life.